# Rogonos
Rogonos (Rhinonicteris) – rodzaj nietoperzy z rodziny rogonosowatych (Rhinonycteridae).

## Rozmieszczenie geograficzne
Rodzaj obejmuje jeden żyjący współcześnie gatunek występujący w północno-zachodniej i północnej Australii.

## Morfologia
Długość ciała (bez ogona) 40–56 mm, długość ogona 23–29 mm, długość przedramienia 45–51 mm; masa ciała 6–12 g.

## Systematyka
Rodzaj zdefiniował w 1847 roku angielski zoolog John Edward Gray w artykule zatytułowanym Charakterystyka sześciu nowych rodzajów nietoperzy, dotychczas nierozróżnianych, opublikowanym w czasopiśmie „Proceedings of the Zoological Society of London”. Gatunkiem typowym jest (oryginalne oznaczenie) rogonos pomarańczowy (R. aurantia).

### Etymologia
Rhinonicteris (Rhinonycteris): gr. ῥις rhis, ῥινος rhinos ‘nos, pysk’; νυκτερις nukteris, νυκτεριδος nukteridos ‘nietoperz’.

### Podział systematyczny
Do rodzaju należy jeden występujący współcześnie gatune:
- Rhinonicteris aurantia (J.E. Gray, 1845) – rogonos pomarańczowy

Opisano również gatunek wymarły z wczesnego miocenu dzisiejszej Australii:
- Rhinonicteris tedfordi Hand, 1997